# Hồng Châu (phường)
Hồng Châu là một phường thuộc tỉnh Hưng Yên, Việt Nam.

## Địa lý
Phường Hồng Châu nằm ở phía tây của tỉnh Hưng Yên, có vị trí địa lý:
- Phía tây giáp phường Duy Tiên và xã Nam Xang của tỉnh Ninh Bình, có ranh giới tự nhiên là sông Hồng.
- Phía đông giáp xã Tân Hưng.
- Phía nam giáp xã Bắc Lý của tỉnh Ninh Bình, có ranh giới tự nhiên là sông Hồng.
- Phía bắc giáp phường Phố Hiến.

## Lịch sử
Ngày 24 tháng 2 năm 1997, Chính phủ ban hành Nghị định 17-CP về việc thành lập phường Hồng Châu trên cơ sở toàn bộ 383,6 ha diện tích tự nhiên và 5.200 nhân khẩu của xã Hồng Châu.
Ngày 23 tháng 9 năm 2003, Chính phủ ban hành Nghị định 108/2003/NĐ-CP về việc:
- Điều chỉnh 1,0 ha diện tích tự nhiên và 120 nhân khẩu của phường Hồng Châu về phường Quang Trung quản lý
- Điều chỉnh 166,39 ha diện tích tự nhiên và 1.850 nhân khẩu của phường Hồng Châu về phường Minh Khai quản lý.

Sau khi điều chỉnh địa giới hành chính, phường Hồng Châu có 216,61 ha diện tích tự nhiên và 3.252 nhân khẩu.
Ngày 19 tháng 1 năm 2009, Thủ tướng Chính phủ ban hành Nghị định 04/NĐ-CP về việc thành lập thành phố Hưng Yên thuộc tỉnh Hưng Yên. Phường Hồng Châu thuộc thành phố Hưng Yên.
Ngày 16 tháng 6 năm 2025, Ủy ban Thường vụ Quốc hội ban hành Nghị quyết số 1666/NQ-UBTVQH15 về việc sắp xếp các đơn vị hành chính cấp xã của tỉnh Hưng Yên năm 2025. Theo đó, sắp xếp toàn bộ diện tích tự nhiên, quy mô dân số của phường Hồng Châu, xã Quảng Châu và xã Hoàng Hanh thành phường mới có tên gọi là phường Hồng Châu.

## Văn hóa

### Đình Lương Điền (Hoa Điền)
Đền Từ Vân Phổ Ấm thờ Mẫu Diệu Nương Thiên Tiên tọa lạc tại làng Lương Điền. 
Đình Lương Điền thuộc làng Lương Điền (đã bị phá thời cải cách chưa xây dựng lại) thờ:
- 2 vị tướng có công giúp Vua Hùng đánh giặc (hai anh em họ Phan)
- 1 vị thái giám thời Tống có công gây dựng Đền Mẫu Hoa Dương Linh Từ cũng có công với làng Hoa Điền dạy dân nhiều ngành nghề giao thương giúp nhân dân no ấm.

Đình có các đạo sắc phong còn lưu giữ được:
- 1 đạo sắc từ thời Lê Trung Hưng có niên hiệu Cảnh Hưng 44
- 12 đạo sắc thời Nguyễn trải từ đời vua Minh Mạng tới Khải Định (các vua nhà Nguyễn ban).